# Jaś Fasola i inni
Jaś Fasola i inni (ang. Canned Laughter, Rowan Atkinson presents... Canned Laughter) – brytyjski jednorazowy program komediowy z udziałem Rowana Atkinsona, w reżyserii Geoffreya Saxa oraz produkcji LWT, emitowany 8 kwietnia 1979 roku w stacji ITV. Rowan Atkinson zagrał trzy role: Roberta Boxa (nazywany jako poprzednie wcielenie Jasia Fasoli, choć zawierał więcej dialogów), jego szefa Pana Marshalla oraz niedoszłego komika i spikera radiowego Dave’a Perry’ego.

## Opis

### Pierwszy akt
Akcja rozgrywa się w ciągu jednego dnia. Program zaczyna się od spania Roberta Boxa, który wkrótce przy odtwarzanej w radiobudziku melodii muzyki dyskotekowej się budzi, następnie tańczy przy dźwiękach stacji radiowej (co prowadzi do banalnej reklamy niezidentyfikowanego produktu). Następnie udaje się do lustra, przed którym zastanawia się, jak zaprosić koleżankę z pracy, Lorraine (Sue Holderness) na randkę. Gdy w radiu gra utwór grupy Electric Light Orchestra pt. "Mr. Blue Sky", scena przenosi się do Dave’a Perry’ego, który mówi swojemu sąsiadowi o swoim pierwszym koncercie w restauracji w Camden Town, natomiast sąsiadka, pani Nolan oznajmia mu o złożeniu przez jej męża pozwu o rozwód po 45 latach małżeństwa.
Tymczasem Robert w dalszym ciągu stoi przed lustrem, goli się w dość niezręczny sposób. Gdy orientuje się, że spóźnia się do pracy, zjada łyżkę kawy rozpuszczalnej i cukru, po czym popija śmietanką oraz wodą i wychodzi z mieszkania. W międzyczasie Dave jedzie autobusem na Sloane Square, w którym sarkastyczny konduktor, który zamiast 16 pensów zaliczył mu 15, a także nie dowierzał, że Dave jest komikiem.
Następnie scena wraca do Roberta, który spóźniony spieszy się do pracy, potykając się po drodze z napisem "Pomóż niewidomym". W pracy pan Marshall z powodu palenia papierosów przez większość pracowników, odmawia wszystkim podwyżek (jeden z współpracowników chowa papierosa do kieszeni Roberta). Następnie Robert zbiera się na odwagę i pyta Lorraine o randkę. Akt kończy się, kiedy płaszcz pali się z powodu znajdującego się tam papierosa, z utworem pt. "Smoke Gets in Your Eyes" w tle.

### Drugi akt
Drugi akt rozpoczyna się od gry pianisty utworu pt. "Smoke Gets in Your Eyes" w restauracji "Sarraceno", po czym scena wraca do Roberta i Lorraine, którzy znajdują się w restauracji i rozmawiają o niej, a następnie zamawiają obiad: Robert zamawia "zupę i wołowinę", natomiast Lorraine składa zamówienie w języku francuskim, ku przerażeniu Roberta, który nie zna języka. Lorraine wyjaśnia, że jej ojciec stacjonował w Tuluzie. Kiedy Robert prosi ją o zapoznanie go z nim, ta oznajmia mu, że on utonął.
Następnie prezentowana jest seria żartów Dave’a w restauracji, z których Robert jako jedyny w lokalu się śmieje, natomiast Lorraine jest coraz bardziej zirytowana, a po zakończeniu występu Dave’a, Lorraine opowiada Robertowi o swoim niepokoju różnymi sprawami, takimi jak m.in. Trzeci Świat i lemingi. Następnie przychodzi kelner zapytać o zamówienie.
Następnie Robert postanawia zatańczyć, by zaimponować Lorraine, jednak parkiet jest zbyt mały. Taniec okazuje się katastrofą, a Robert sieje spustoszenie, rzucając i obracając swoją randkę w restauracji, zmuszając Lorraine do wcześniejszego wyjścia. Okazuje się też, że kolację w tym lokalu jadł również pan Marshall, który postanowił zwolnić Roberta na miejscu, po czym ten przygnębiony, samotny oraz bezrobotny dołącza do Dave’a, dla którego noc również nie należała do udanych. Gdy napisy się toczą, Lorraine przechodzi obok sklepu, w którym widzi Roberta zamiast Johna Travolty, po czym się odwraca.

## Obsada
- Rowan Atkinson − Robert Box/Pan Marshall/Dave Perry
- Sue Holderness − Lorraine

## Pozostałe informacje
- Rowan Atkinson ponownie wcielił się w postać Roberta Boxa (obecnie zwanego „Bernardem Frippem”) w teatralnej komedii z 1983 roku pt. Dead on Time, z którym również potyka się z napisem „Pomóż niewidomym”.
- W emitowanym 28 grudnia 1991 roku 5. odcinku sitcomu Jasia Fasoli pt. Kłopoty z Jasiem Fasolą, główny bohater ponownie używa golarkę elektryczną (włosy z nosa Fasoli utknęły na golarce, a Robert ogolił całą twarz, z wyjątkiem brwi i języka).
- Rutyna Roberta Boxa „bez kubka kawy” pojawiła się później w serialu z 1992 roku pt. Funny Business, w którym Rowan Atkinson zagrał niemego bohatera komediowego, Kevina Bartholomewa. Ten sam gag został później użyty ponownie w filmie z 1997 roku pt. Jaś Fasola: Nadciąga totalny kataklizm.